# پریتو مورنو (سانتا کروز)
پریتو مورنو (به اسپانیایی: Ciudad de Perito Moreno) یک منطقهٔ مسکونی در آرژانتین است که در استان سانتا کروس، آرژانتین واقع شده‌است. پریتو مورنو ۴٬۶۱۷ نفر جمعیت دارد و ۵۱۷ متر بالاتر از سطح دریا واقع شده‌است.